# Dryopomera innotata
Dryopomera innotata is een keversoort uit de familie schijnboktorren (Oedemeridae). De wetenschappelijke naam van de soort is voor het eerst geldig gepubliceerd in 1943 door Pic.